# Arbeitskreis Justiz und Geschichte des Nationalsozialismus in Mannheim
Der Arbeitskreis Justiz und Geschichte des Nationalsozialismus in Mannheim e. V. (kurz Arbeitskreis Justiz) ist eine etwa zehnköpfige Gruppierung, die durch historische Recherchen auf verdrängte oder verleugnete Facetten der Geschichte des Nationalsozialismus in Mannheim aufmerksam macht, um wissenschaftliche Aufarbeitung und Erinnerungsarbeit in Gang zu setzen. Alle Mitglieder des Arbeitskreises arbeiten ehrenamtlich und sind weder Juristen noch Historiker.

## Protest gegen ein skandalöses Urteil und Gedenkveranstaltungen
Die ersten öffentlichen Aktivitäten des Arbeitskreises fallen in die Jahre 1994/95, nach der Verurteilung des bundesweit bekannten Neonazis und Holocaustleugners Günter Deckert im Sommer 1994 durch die 6. Strafkammer des Mannheimer Landgerichts zu einem Jahr auf Bewährung, was weltweit in den Medien als Skandalurteil gesehen wurde. Dem damaligen NPD-Vorsitzenden wurde durch Richter Rainer Orlet „Charakterstärke und Verantwortungsbewusstsein“ attestiert. Orlet forderte in der Urteilsbegründung, „es müsse endlich auch einmal ein Schlussstrich gezogen werden.“ Die Mahnwachen und Auseinandersetzungen um den Richter Orlet zogen sich über ein halbes Jahr hin und führten zu einem ersten (und bisher einzigen) Schöffenstreik. Richter Orlet entzog sich der Richteranklage durch den Baden-Württembergischen Landtag mit einem Antrag auf vorzeitigen Ruhestand.
Versuche, das Urteil aufzuheben, scheiterten zunächst, und Orlet kehrte im November 1994 ans Gericht zurück. Da er schließlich seine krankheitsbedingte vorzeitige Pensionierung beantragte, fand die vorgesehene Wiederaufnahme des Deckert-Verfahrens nicht statt. Nachdem der Bundesgerichtshof das Urteil im Dezember 1994 kassierte und zur erneuten Verhandlung nach Karlsruhe verwies, wurde Deckert mit zwei Jahren Haft wegen Volksverhetzung und Beleidigung bestraft und war bis Oktober 2000 in Haft.
Die Recherchearbeit des Arbeitskreises Justiz fand Unterstützung durch die Mitarbeiter des Generallandesarchivs Karlsruhe (GLA), wo die Akten der über 3000 Prozesse des Mannheimer NS-Sondergerichts lagern. Das Sondergericht Mannheim wurde bereits am 27. März 1933 als Spezialkammer am Landgericht Mannheim eingerichtet. Der Arbeitskreis fand heraus, dass die meisten der über 80 zum Tode verurteilten Leute aus einfachen Verhältnissen kamen. Viele von ihnen waren ausgebombt und obdachlos. Die ihnen zur Last gelegten Delikte würden heute als „Bagatelldelikte“ gelten.
Der Arbeitskreis organisierte eine Mahn- und Gedenkveranstaltung vor dem Landgericht. Im Bürgersaal der Stadt sprachen Lea Rosh und Richter Fritz Endemann vor circa 700 Teilnehmern unter dem Titel Wider das Leugnen - Wider das Vergessen.

## Arisierung
Ein weiterer „Blinder Fleck“ in der NS-Geschichte Mannheims war bis 2004 die so genannte Arisierung. Hierbei geht es um den legalisierten Raub von Gegenständen aus Wohnungsinventar und Umzugsgut von Jüdinnen und Juden, die deportiert wurden oder geflohen waren. Dem Thema widmete sich der Arbeitskreis unter der Fragestellung: Was konnten und können Mannheimer über die Gegenstände des täglichen Gebrauchs wissen, die aus Wohnungen sowie Umzugsgut von geflohenen oder deportierten Juden und Jüdinnen stammten?
Anstoß dazu gab das Buch Aktion 3, Deutsche verwerten jüdische Nachbarn (s. Lit.-Verz.)
Es handelt sich um die Dokumentation einer Ausstellung in Düsseldorf. Der Autor war Wolfgang Dreßen, zur damaligen Zeit Leiter der Arbeitsstelle Neonazismus an der Fachhochschule Düsseldorf. Dreßens gleichnamige Ausstellung holte der AK-Justiz 2004 nach Mannheim und ergänzte sie durch einige lokale Dokumente, begleitet von einer Veranstaltungsreihe im Stadthaus. Die Ausstellung verdeutlichte die Beteiligung und das Mitwissen großer Teile der Bevölkerung über die Verwertung des Besitzes von jüdischen Nachbarn. Deren Wohnungsinventar und Umzugsgut wurden als „Beutemöbel“ in der „Verwertungsstelle für volksfeindliches Vermögen“ (kurz VVV) verkauft bzw. versteigert, unter Einschaltung von Inseraten in lokalen Anzeigenblättern. Der Arbeitskreis Justiz stieß dabei auf den Mannheimer Ehrenbürger und Mäzen Heinrich Vetter (1910–2003) und dessen Familie als Vermieter der VVV in seinem eigenen Kaufhaus.
Auch in Mannheim wurde nach der Befreiung 1945 die Mitschuld nicht aufgearbeitet noch wurde darüber berichtet. Die von Vetter durch Einbringung seines Vermögens gegründete „Heinrich-Vetter-Stiftung“ bestritt zunächst heftig die Enthüllungen des AK-Justiz zu Heinrich Vetter mit einem Verweis auf unwissenschaftliches Arbeiten des AK sowie der Behauptung, der AK wolle das Ansehen des Ehrenbürgers beschädigen.
Bald konnte belegt werden, dass sich die Familie Vetter am Kauf von acht ehemals jüdischen Immobilien bzw. an der „Arbeitsgemeinschaft deutsch-arischer Bekleidungsfabrikanten“ (ADEFA) beteiligt und bereits 1930 in der NS-Presse Anzeigen geschaltet hatte. Mitte des Jahres 2009 begann die Historikerin Christiane Fritsche mit der wissenschaftlichen Aufarbeitung der Arisierung und Wiedergutmachung in Mannheim. Über Jahre schleppte sich die Auseinandersetzung hin. Zwischenzeitlich wollte die Mannheimer Stadtverwaltung eine Straße nach Heinrich Vetter benennen, worauf dann aber nach einer Intervention aus dem Mannheimer Gemeinderat im März 2009 spontan verzichtet wurde. Christiane Fritsches umfangreiches Buch Ausgeplündert, zurückerstattet und entschädigt. Arisierung und Wiedergutmachung in Mannheim belegt auch die Arisierung der Familie Vetter. Die Vetterstiftung beteiligte sich mit 30.000 Euro an dem Forschungsprojekt; man sei überzeugt, dass alle Vorwürfe „haltlos“ seien. Zwar entzieht der Gemeinderat dem Mäzen Heinrich Vetter nicht die Ehrenbürgerschaft, jedoch soll an öffentlichen Gebäuden und Sälen ein Hinweis zu dessen Arisierungen angebracht werden. Die Jüdische Gemeinde Mannheim entzieht ihm die vormals überreichte Medaille.
Der AK-Justiz zeigte Mitte 2012 eine szenische Lesung „Wortwechsel“ mit dem Untertitel „Arisieren – verschweigen – stiften – Der rechtschaffene Kaufmann  Heinrich Vetter – Ein öffentliches Bild wird korrigiert“ vor einem Publikum von ca. 250 Personen.

## Zwangssterilisation
Der Arbeitskreis Justiz begann 2003, sich mit dem Thema Zwangssterilisation zu befassen.
Mehr als 1.900 Menschen aus Mannheim wurden in der Zeit des Nationalsozialismus gegen ihren Willen und unter Androhung von Gewalt unfruchtbar gemacht. Ermöglicht wurde dieses Vorgehen durch das Gesetz zur Verhütung erbkranken Nachwuchses vom 14. Juli 1933, das erste Rassegesetz des NS-Regimes. Es betraf Menschen, die von Geburt an blind, taub, körperlich behindert waren, oder die angeblich an Schizophrenie oder Epilepsie und insbesondere an angeborenem „Schwachsinn“ litten. Die Gesundheitsämter wurden ausgebaut; die Erbgesundheitsgerichte wurden ins Leben gerufen; Ärzte und Schulämter wurden zur Meldung verpflichtet, um eine systematische Erfassung so genannter „Erbkranker“ zu erzielen. Reichsweit wurden ca. 400.000 Menschen unfruchtbar gemacht, etwa 5.000 starben durch den Eingriff.
Für den AK-Justiz entwickelte Eva Martin-Schneider aus den Originalakten die szenische Lesung „Die Unfruchtbarmacher“, die im Juli 2008 im Gesundheitsamt Mannheim aufgeführt wurde, 75 Jahre nach der Erlassung des menschenunwürdigen Gesetzes. Bis 2019 wurde das Stück 20 Mal gespielt, Klaus Woller zeichnete es als Film auf, der im Februar 2020 uraufgeführt wurde.

## Recherche zu den Todesurteilen des Mannheimer Sondergerichts
Nach einem Hinweis von Helmut Kramer auf die ungebrochenen Karrieren von NS-Juristen in Mannheim entschloss sich der AK-Justiz im Herbst 1995, die Akten des NS-Sondergerichts im Generallandesarchiv Karlsruhe (GLA) zu erkunden, wo über 3000 Prozesse des Mannheimer Sondergerichts dokumentiert sind. Das Sondergericht Mannheim wurde bereits am 27. März 1933 als Spezialkammer am Landgericht Mannheim eingerichtet. Der Arbeitskreis konzentrierte sich auf die über 80 Todesurteile, die im Jahr 1995 noch rechtskräftig waren, und startete im November 1996 eine Veranstaltungsreihe zu den Ergebnissen der Nachforschungen, die in der überregionalen Presse Beachtung fand. Dabei wurden auch die Biographien der an den Todesurteilen beteiligten Juristen verfolgt, die nach 1945 ihre Karriere meist ungebrochen fortsetzten. Keiner wurde je zur Rechenschaft gezogen.
Der AK-Justiz forderte von Anfang an, eine Mahn- und Gedenktafel am Gericht anzubringen sowie eine Rehabilitierung der NS-Justizopfer. Eva Martin-Schneider stellte aus den Prozessakten gegen zwei zum Tode verurteilte Prostituierte ein Dokumentarstück zusammen, das in Mannheim und Umgebung mehr als zehn Mal aufgeführt wurde, zuletzt 2015 in der Aula der Universität vor mehr als 400 Zuschauern.
Für die zwei hingerichteten Prostituierten verlegte der Arbeitskreis Justiz Stolpersteine direkt am Eingang der Bordellgasse. Außerdem wurde erstmals 2013 ein mobiles Mahnmal für die Opfer der Zwangssterilisation im Nationalsozialismus aufgestellt.
Im Mai 1998 wurden die strafrechtlichen Urteile des Sondergerichts durch das NS-Unrechtsaufhebungsgesetz aufgehoben.
In der Frankfurter Rundschau vom 11. Dezember 1996 veröffentlichte Johanna Eberhard einen Bericht über den Mannheimer AK-Justiz, der die Tätigkeit des Sondergerichts Mannheim erforscht.

## Mobiles Mahnmal für die Opfer der Zwangssterilisation
Ende 2010 stellte der AK-Justiz dem Mannheimer Oberbürgermeister Peter Kurz und dem Leiter des Stadtarchivs Professor Nies seine Projektidee eines „mobilen Erinnerungsdenkmals“ vor, das von Schülern und Studierenden betreut werden sollte. Der OB begrüßte das Projekt.
Zur Realisierung des Mahnmalprojekts traf sich 2011 zum ersten Mal ein Runder Tisch. Teilnehmende waren das Amtsgericht Mannheim, das Universitätsklinikum, das Gesundheitsamt, die Fakultät Medizinethik sowie der AK-Justiz. Für die Stadt war das Marchivum zuständig. Es wurde ein Konzept beschlossen für ein Mahnmal, das jährlich „wandert“. Standort sollten diejenigen Institutionen sein, welche die Zwangssterilisation in der NS-Zeit zu verantworten hatten. Zwei Schulen sollten die Patenschaft übernehmen.
In einem KünstlerInnenwettbewerb setzte sich der Entwurf des Künstlers Michael Volkmer durch.
Auf der Vorderseite  des Mahnmals steht:
```
    
Weil sie meinen, ich bin weniger wert wie andere....
```

```
      
Zwangssterilisierung ist ein Verbrechen.
```

Ergänzt wird das Mahnmal durch eine erklärende Tafel am Haus der jeweiligen Institution. Im November 2013 wurde es vor dem Amtsgericht Mannheim enthüllt. Die erste Patenschaft übernahmen die Friedrich-List-Schule und das Ursulinengymnasium.

## Arbeit mit jungen Menschen und Schulen
Seit Jahren beschäftigt sich der AK mit der Frage, wie Erinnerungsarbeit auch ohne Zeitzeugen in angemessener Form möglich ist. Daraus erwuchs die Idee, möglichst früh junge Menschen in die Gedenkarbeit einzubinden. Am Beispiel der Thematik Zwangssterilisation hat sich über die Jahre folgendes Konzept herausgebildet:
Anlässlich der Mahnmalwanderung übernehmen zwei Klassen aus unterschiedlichen Schulen/Schularten die Betreuung und Begleitung des Mahnmals für ein Jahr. Sie setzen sich in unterschiedlichsten Formen mit dem Thema auseinander, erstellen beispielsweise einen Podcast, eine szenische Lesung, organisieren einen Vortrag in der Schule oder entwickeln eine Website. Die Ergebnisse der thematischen Beschäftigung werden bei der darauffolgenden Mahnmalübergabe in einem angemessenen Rahmen präsentiert und sind dann Auftrag und Aufforderung für zwei neue Schulklassen im nächstfolgenden Jahr.
Aus der Zusammenarbeit mit den Schulen ergeben sich häufig Nachfragen nach einer weiteren unterrichtlichen Auseinandersetzung und Darstellung zum Thema Zwangssterilisation. Mitglieder des AK-Justiz haben hierzu ein Unterrichtskonzept mit verschiedensten Materialien erstellt, welche von den Lehrern eingesetzt werden können. Außerdem vermitteln Mitglieder des AK-Justiz auf Anfrage der Schulen auch selbst entsprechende Inhalte im Unterricht.

## Preise und Ehrungen
Der Arbeitskreis wurde im Januar 2023 beim Neujahrsempfang der Stadt Mannheim für seine ehrenamtliche Arbeit geehrt.